# Новоутиная улица
Новоути́ная улица — улица в Приморском районе Санкт-Петербурга, в исторических районах Коломяги и Озерки. Проходит от Озерковского проспекта до Малой Десятинной улицы. Параллельна 3-му Озерковскому переулку.

## История наименования
Название известно с 1955 года и связано с тем, что поблизости уже существовали 1-я и 2-я Утиные улицы.

## Пересечения
- Озерковский проспект
- Малая Десятинная улица

## Транспорт
Ближайшие к Новоутиной улице станции метро — «Озерки» и «Удельная» 2-й (Московско-Петроградской) линии.
Движение наземного общественного транспорта по улице отсутствует.
Ближайшая к Новоутиной улице железнодорожная платформа — Озерки.

## Интересные факты
Иногда неофициально Новоутиную улицу называют «3-й Утиной». По крайней мере, одним из предлагаемых названий для нынешней Афонской улицы было «4-я Утиная улица».